# Coenophlebia archidona
Coenophlebia archidona (лат.) — вид дневных бабочек из семейства нимфалид. Единственный представитель рода Coenophlebia.

## Описание
Размах крыльев до 90—100 мм. Основная окраска верхней стороны крыльев коричневато-рыжая с тёмно-коричневой тонкой прикраевой перевязью. Фоновый цвет верхней стороны крыльев у самок заметно бледнее, а тёмный прикраевой узор является не таким чётким. Окраска нижней стороны крыльев образована узором, который сходен с сухим листом растений. Тёмная полоса, похожая на центральную жилку листа проходит от внутреннего края заднего крыла до вершины переднего крыла. На участках крыльев желтовато-коричневого цвета имеется сетка, имитирующая собой жилкование листа. Серые пятна напоминают собой колонии плесени. Помимо этого передние и задние крылья имеют яркие золотистые пятна. Сходство с листом усиливается за счёт вытянутой в хвостик вершиной переднего крыла, похожей на черешок листа. Половой диморфизм не выраженный — самки немного крупнее самцов.

## Ареал
Вид широко распространён в тропических лесах Южной Америки на территории Колумбии, Эквадора, Перу, Боливии и Амазонки в Бразилии.
Бабочки населяют тропические леса и переходные облачные леса на высоте от 100 до 800 метров над уровнем моря.